# Steven A. White

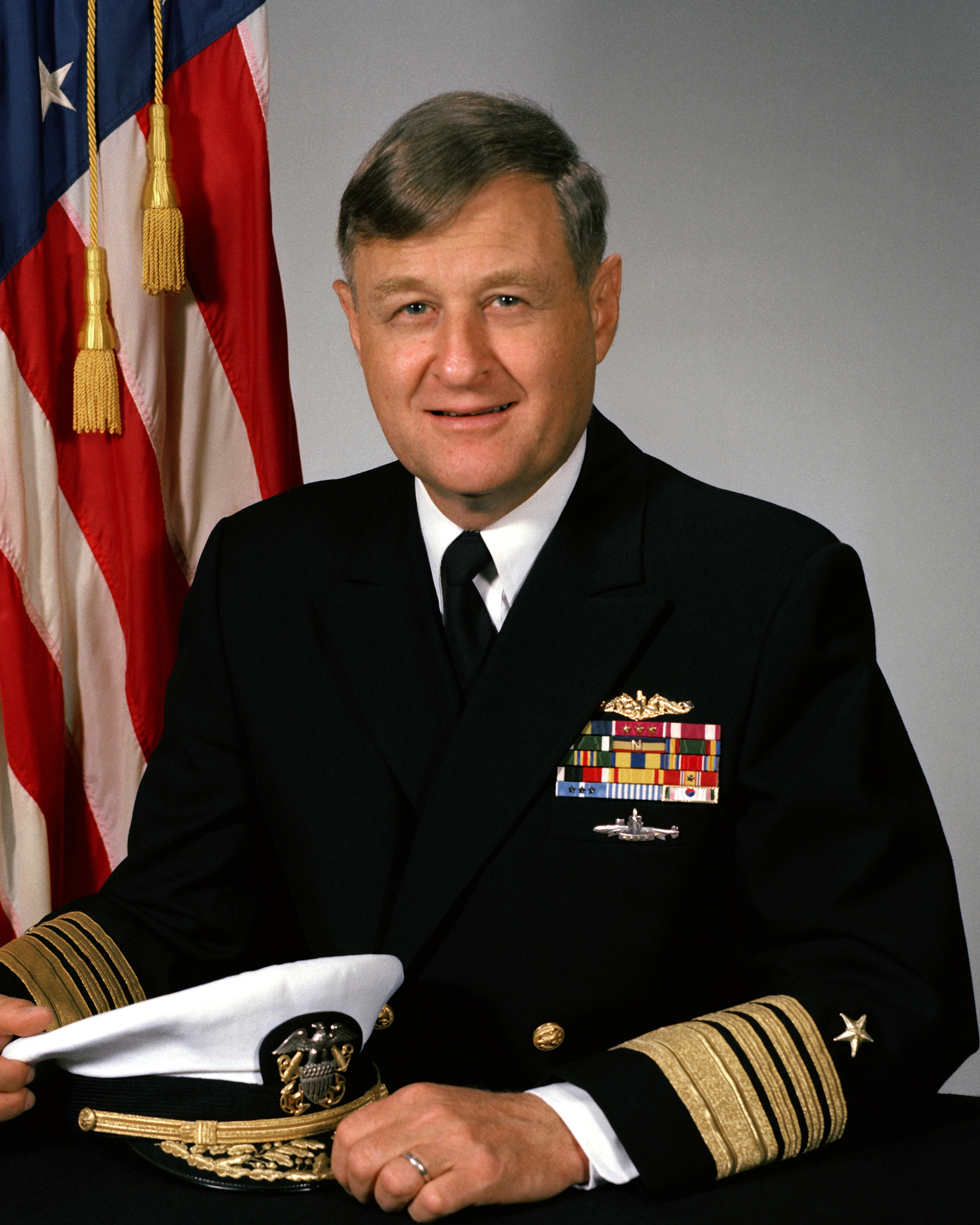
Admiral Steven A. White im August 1983

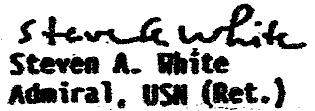
Signatur von Steven A. White

Steven Angelo White (* 18. September 1928 im Los Angeles County, Kalifornien; † 1. Februar 2021) war ein US-amerikanischer Admiral, der von 1948 bis 1985 im Dienst der United States Navy war.

## Leben
Steven Angelo White wurde am 18. September 1928 nahe Los Angeles geboren. Er besuchte die Verdugo Hills High School, ehe er ab 1948 an der University of Southern California studierte. Im selben Jahr trat er in die United States Navy Reserve ein. Während seiner Zeit auf der University of Southern California nahm White an mehreren Trainingseinsätzen teil, darunter an Bord des Kreuzers Toledo.
Nach seinem Abschluss an der Universität wurde White 1952 Offizier auf dem Kreuzer USS Manchester. Er nahm an Bord des Schiffes am Koreakrieg teil, ehe dieser am 27. Juli 1953 durch einen Waffenstillstand beendet wurde. Im Dezember 1953 wurde White zum Lieutenant Junior Grade befördert. Nach Abschluss eines zweimonatigen Trainingskurses in New London wurde er für die folgenden zwei Jahre auf die USS Tang versetzt. Anschließend diente er an Bord des Atom-U-Boots Nautilus.
Nachdem die Nautilus im Januar 1960 zur Modernisierung ins Dock gekommen war, wechselte White als Maschinist auf die Ethan Allen, ehe er nach zwei Jahren Dienst zum Executive Officer des U-Bootes wurde. Im Sommer 1966 wechselte White als Executive Officer auf die Pargo. Im Sommer 1976 wechselte er zum Office of Naval Material und wurde im Mai 1980 zum Admiral befördert.
Im August 1983 wurde White zum 19. und letzten Chief of Naval Material ernannt, der für die Materialbeschaffung der US Navy zuständig war. Im Juli 1985 beendete er seine Laufbahn bei der Marine. In den folgenden Jahren arbeitete White für verschiedene Unternehmen als Berater, darunter Lockheed Martin und die Tennessee Valley Authority im Bereich Atomkraft, ehe er 1988 nach Kritik an deren Atomprogramm von seinem Posten zurücktrat.
2004 unterzeichnete White gemeinsam mit 120 weiteren Flaggoffizieren im Ruhestand einen offenen Brief der John Kerrys Votum gegen eine Finanzierung von US-Soldaten im Irak und Afghanistan verurteilte. Im selben Jahr trat er bei der Republican National Convention auf.
White war seit 1951 verheiratet und Vater von sieben Kindern. Für seinen Dienst in der US Navy wurde er mit dem Legion of Merit ausgezeichnet.